# 良太の村
『良太の村』（りょうたのむら）は、NHK教育テレビジョンで1961年4月14日から1970年3月17日まで放送されていた小学校3年生向けの学校放送（教科：社会科）である。

## 概要
元々は1959年5月1日から同年7月17日まで『わたしたちのくらし』で放送されていたシリーズ企画で、それから1年半以上のブランクを経て1961年4月に単独番組としてスタートした。
神奈川県の農村に住む「村野良太」が主人公という設定であった。

## 放送時間
いずれも日本標準時、別の時間帯での再放送あり。
| 期間                          | 放送時間             |
| ----------------------------- | -------------------- |
| 1961年4月14日 - 1964年3月13日 | 金曜日 11:15 - 11:35 |
| 1964年4月7日 - 1970年3月17日  | 火曜日 13:20 - 13:40 |

## 出演者
- 森稠秀 - 『わたしたちのくらし』シリーズ企画当時の出演者。
- 吉田勝美
- 高橋実
- 村山英治
- 原ひさ子
- 寄山弘
- 長谷川浩
- 松村彦次郎
- 高橋誠一郎
- 陶隆
- 林雅彦
- ほか